# Dinotrux
Dinotrux är en kanadensisk animerad actionäventyrs-TV-serie som hade premiär i USA den 14 august 2015 på Netflix.